# Campeonatos nacionais de ciclismo em estrada de 2020
Os campeonatos nacionais de ciclismo em estrada de 2020 começam desde janeiro para a Austrália e a Nova Zelândia. A maioria dos campeonatos nacionais de ciclismo têm lugar nos meses de junho e julho. Não obstante, devido à pandemia de coronavirus, são em grande maioria anulados, oua adiados até 20 a 23 de agosto.

## Campeões 2020
Devido à pandemia de coronavirus, vários campeonatos nacionais não são organizados. a 12 de junho, o UCI anúncio que todos os campeões sortants terão que levar seu maillot até dia onde poderão pôr em jogo seu título, compreendi se os próximos campeonatos estão previstos para 2021.

### Elites Homens
| País                             | Persiga on-line                            | Contrarrelógio                                    |
| -------------------------------- | ------------------------------------------ | ------------------------------------------------- |
| África do Sul                    | Ryan Gibbons (NTT Pro Cycling)             | Daryl Impey (Mitchelton-Scott)                    |
| Albânia                          |                                            |                                                   |
| Argélia                          |                                            |                                                   |
| Alemanha                         | Marcel Meisen (Alpecin Fenix)              |                                                   |
| Andorra                          |                                            |                                                   |
| Angola                           |                                            |                                                   |
| Anguila                          |                                            |                                                   |
| Antiga e Barbuda                 |                                            |                                                   |
| Argentina                        |                                            |                                                   |
| Aruba                            |                                            |                                                   |
| Austrália                        | Cameron Meyer (masculino Mitchelton-Scott) | Luke Durbridge (masculino Mitchelton-Scott)       |
| Áustria                          |                                            |                                                   |
| Azerbaijão                       |                                            |                                                   |
| Bahamas                          |                                            |                                                   |
| Barbados                         |                                            |                                                   |
| Bélgica                          |                                            | Wout Van Aert (Team Jumbo-Visma)                  |
| Belize                           |                                            |                                                   |
| Benin                            |                                            |                                                   |
| Bermudas                         |                                            |                                                   |
| Bielorrússia                     | Yauhen Sobal (Minsk CC)                    | Yauheni Karaliok (Minsk CC)                       |
| Bolívia                          |                                            |                                                   |
| Bósnia e Herzegóvina             |                                            |                                                   |
| Botsuana                         |                                            |                                                   |
| Brasil                           |                                            |                                                   |
| Bulgária                         | Teodor Rusev                               | Spas Gyurov                                       |
| Burkina Faso                     |                                            |                                                   |
| Burundi                          |                                            |                                                   |
| Camboja                          |                                            |                                                   |
| Canadá                           |                                            |                                                   |
| Chile                            |                                            |                                                   |
| China                            |                                            |                                                   |
| Chipre                           |                                            |                                                   |
| Colômbia                         | Sergio Higuita (EF Pro Cycling)            | Daniel Martínez (EF Pro Cycling)                  |
| Coreia do Sul                    |                                            |                                                   |
| Costa Rica                       |                                            |                                                   |
| Croácia                          | Josip Rumac (Androni Giocattoli-Sidermec)  | Josip Rumac (Androni Giocattoli-Sidermec)         |
| Cuba                             |                                            |                                                   |
| Curaçao                          |                                            |                                                   |
| Dinamarca                        | Kasper Asgreen (Deceunink-Quick-Step)      |                                                   |
| Emirados Árabes Unidos           |                                            |                                                   |
| Equador                          |                                            |                                                   |
| Eritreia                         |                                            |                                                   |
| Espanha                          | Luis León Sánchez (Astana Pro Team)        | Pello Bilbao (Bahrain-McLaren)                    |
| Estónia                          |                                            | Gleb Karpenko (Tartu 2024-balticchaincycling.com) |
| Estados Unidos                   |                                            |                                                   |
| Etiópia                          |                                            |                                                   |
| Fiji                             |                                            |                                                   |
| Finlândia                        |                                            |                                                   |
| França                           | Arnaud Démare (Groupama-FDJ)               | Rémi Cavagna (Deceuninck-Quick Step)              |
| Geórgia                          |                                            |                                                   |
| Reino Unido                      |                                            |                                                   |
| Grécia                           |                                            |                                                   |
| Granada                          |                                            |                                                   |
| Guam                             |                                            |                                                   |
| Guatemala                        |                                            |                                                   |
| Guiana                           |                                            |                                                   |
| Honduras                         |                                            |                                                   |
| Hong Kong                        |                                            |                                                   |
| Hungria                          |                                            |                                                   |
| Ilhas Caimão                     |                                            |                                                   |
| Ilhas Virgens dos Estados Unidos |                                            |                                                   |
| Ilhas Virgens Britânicas         |                                            |                                                   |
| Índia                            |                                            |                                                   |
| Indonésia                        |                                            |                                                   |
| Irão                             |                                            |                                                   |
| Irlanda                          |                                            |                                                   |
| Islândia                         |                                            |                                                   |
| Israel                           |                                            |                                                   |
| Itália                           | Giacomo Nizzolo (NTT Pro Cycling)          | Filippo Ganna (INEOS)                             |
| Jamaica                          |                                            |                                                   |
| Japão                            |                                            |                                                   |
| Cazaquistão                      |                                            |                                                   |
| Kosovo                           |                                            |                                                   |
| Letónia                          |                                            |                                                   |
| Líbano                           |                                            |                                                   |
| Lituânia                         |                                            | Evaldas Siskevicius (Nippo-Delko One Provenza)    |
| Luxemburgo                       | Kevin Geniets (Groupama-FDJ)               | Bob Jungels (Deceuninck-Quick Step)               |
| Macedônia de Norte               |                                            |                                                   |
| Malásia                          |                                            |                                                   |
| Mali                             |                                            |                                                   |
| Malta                            |                                            |                                                   |
| Marrocos                         |                                            |                                                   |
| Maurícias                        |                                            |                                                   |
| México                           |                                            |                                                   |
| Moldávia                         |                                            |                                                   |
| Mongólia                         |                                            |                                                   |
| Montenegro                       |                                            |                                                   |
| Namíbia                          | Dan Craven (The Avengers)                  | Drikus Coetzee (Hollard Insure)                   |
| Nicarágua                        |                                            |                                                   |
| Noruega                          | Sven Erik Bystrom (UAE Team Emirates)      | Andreas Leknessund (Uno-X Norwegian Development)  |
| Nova Zelândia                    | Shane Archbold (Deceuninck-Quick Step)     | Hamish Bond (Waikato-Bay of Plenty)               |
| Uzbequistão                      |                                            |                                                   |
| Paquistão                        |                                            |                                                   |
| Panamá                           |                                            |                                                   |
| Paraguai                         |                                            |                                                   |
| Países Baixos                    | Mathieu van der Poel (Alpecin-Fenix)       |                                                   |
| Peru                             |                                            |                                                   |
| Filipinas                        |                                            |                                                   |
| Polónia                          |                                            | Kamil Gradek (CCC Team)                           |
| Porto Rico                       |                                            |                                                   |
| Portugal                         | Rui Costa (UAE Emirates)                   | Ivo Oliveira (UAE Emirates)                       |
| Catar                            | Marwan Al Jalham                           | Fadhel Al Khater                                  |
| República Dominicana             |                                            |                                                   |
| Tchéquia                         |                                            |                                                   |
| Romênia                          | Daniel Crista (CSA Steaua București)       | Serghei Tvetcov (Sapura)                          |
| Rússia                           | Sergey Shilov (Aviludo-Louletano)          | Artem Ovechkin (Terengganu Inc-TSG)               |
| Ruanda                           |                                            |                                                   |
| San Marino                       |                                            |                                                   |
| São Vincente e Granadinas        |                                            |                                                   |
| El Salvador                      |                                            |                                                   |
| Senegal                          |                                            |                                                   |
| Sérvia                           |                                            |                                                   |
| Seicheles                        |                                            |                                                   |
| Singapura                        |                                            |                                                   |
| Eslováquia                       | Juraj Sagan (Bora-Hansgrohe)               |                                                   |
| Eslovénia                        | Primož Roglič (Team Jumbo-Visma)           | Tadej Pogačar (UAE Team Emirates)                 |
| Suécia                           |                                            | Jacob Ahlsson (Maifracing)                        |
| Suíça                            |                                            | Stefan Küng (Groupama-FDJ)                        |
| Taiwan                           |                                            |                                                   |
| Tanzânia                         |                                            |                                                   |
| Tailândia                        |                                            |                                                   |
| Togo                             |                                            |                                                   |
| Trinidad e Tobago                |                                            |                                                   |
| Tunísia                          |                                            |                                                   |
| Turquia                          |                                            |                                                   |
| Ucrânia                          | Mykhailo Kononenko (Shenzhen Xidesheng)    | Mykhailo Kononenko (Shenzhen Xidesheng)           |
| Uruguai                          |                                            |                                                   |
| Venezuela                        |                                            |                                                   |

### Elites Mulheres
| Campeonato nacional  | Campeonato nacional                                    | Campeonato nacional                                | Campeonato nacional |
| País                 | Corrida de estrada                                     | Contrarrelógio individual                          |                     |
| -------------------- | ------------------------------------------------------ | -------------------------------------------------- | ------------------- |
| Alemanha             | Lisa Brennauer (Ceratizit-WNT Pro Cycling)             |                                                    |                     |
| Austrália            | Amanda Spratt (Mitchelton-Scott)                       | Sarah Gigante (Tibco-Silicon Valley Bank)          |                     |
| Barbados             | Amber Joseph (World Cycling Centre)                    | Amber Joseph (World Cycling Centre)                |                     |
| Bielorrússia         | Tatsiana Sharakova (Minsk Cycling Club)                | Tatsiana Sharakova (Minsk Cycling Club)            |                     |
| Brasil               | cancelado                                              | cancelado                                          |                     |
| Bélgica              | Lotte Kopecky (Lotto Soudal Ladies)                    | Lotte Kopecky (Lotto Soudal Ladies)                |                     |
| Canadá               | cancelado                                              | cancelado                                          |                     |
| Chéquia              | Jarmila Machačová (Team Dukla Praha)                   | Nikola Nosková (Bigla-Katusha)                     |                     |
| Colômbia             | Lina Hernández (Colnago CM Team)                       | Ana Sanabria (Colombia Tierra de Atletas)          |                     |
| Costa do Marfim      | Minata Soro                                            |                                                    |                     |
| Croácia              | Maja Perinovic (Top Girls Fassa Bortolo)               | Mia Radotić (Cogeas-Mettler-Look Pro Cycling Team) |                     |
| Dinamarca            | Emma Norsgaard (Bigla-Katusha)                         | Amalie Dideriksen (Boels Dolmans)                  |                     |
| El Salvador          | Iris Diaz                                              | Karen Umaña                                        |                     |
| Eslováquia           | Tereza Medveďová (World Cycling Centre)                | Tereza Medveďová (World Cycling Centre)            |                     |
| Eslovénia            | Urša Pintar (Alé BTC Ljubljana)                        | Urška Žigart (Alé BTC Ljubljana)                   |                     |
| Espanha              | Mavi García (Alé BTC Ljubljana)                        | Mavi García (Alé BTC Ljubljana)                    |                     |
| Estados Unidos       | cancelado                                              |                                                    |                     |
| Estónia              | Aidi Gerde Tuisk                                       | Mari-Liis Mõttus                                   |                     |
| Fiji                 |                                                        | Sadie Pattie                                       |                     |
| Finlândia            | Minna-Maria Kangas (Restore)                           | Minna-Maria Kangas (Restore)                       |                     |
| França               | Audrey Cordon-Ragot (Trek-Segafredo)                   | Juliette Labous (Sunweb)                           |                     |
| Hungria              | Blanka Vas (Doltcini-Van Eyck-Proximus)                | Barbara Benkó                                      |                     |
| Islândia             | Agusta Edda Bjornsdóttir                               | Agusta Edda Bjornsdóttir                           |                     |
| Israel               | Omer Shapira (Canyon-SRAM Racing)                      | Omer Shapira (Canyon-SRAM Racing)                  |                     |
| Itália               | Elisa Longo Borghini (Trek-Segafredo)                  | Elisa Longo Borghini (Trek-Segafredo)              |                     |
| Luxemburgo           | Christine Majerus (Boels Dolmans)                      | Christine Majerus (Boels Dolmans)                  |                     |
| Malásia              | Siti Nur Adibah Akma Mohammed Fuad                     | Siti Nur Adibah Akma Mohammed Fuad                 |                     |
| Mongólia             | Anujin Jinjiibadam                                     | Anujin Jinjiibadam                                 |                     |
| México               | Maria Gaxiola (Agolico)                                | Andrea Ramírez Fregoso (Agolico)                   |                     |
| Namíbia              |                                                        | Melissa Hinz                                       |                     |
| Noruega              | Mie Bjørndal Ottestad (Andy Schleck Cycles-Immo Losch) | Katrine Aalerud (Movistar Team)                    |                     |
| Nova Zelândia        | Niamh Fisher-Black (Bigla-Katusha)                     | Teresa Adam                                        |                     |
| Paraguai             | Agua Marina Espinola (Massi Tactic)                    | Agua Marina Espinola (Massi Tactic)                |                     |
| Países Baixos        | Anna van der Breggen (Boels Dolmans)                   |                                                    |                     |
| Polónia              | Marta Lach (CCC-Liv)                                   | Anna Plichta (Trek-Segafredo)                      |                     |
| Portugal             | Melissa Maia (Farto - Ahguas do Paraño)                | Raquel Silva Queiros                               |                     |
| República da Irlanda | Lara Gillespie (Illi-Bikes)                            | Eve McCrystal                                      |                     |
| Roménia              | Manuela Mureșan                                        | Maria-Ecaterina Stancu                             |                     |
| Ruanda               | cancelado                                              | cancelado                                          |                     |
| Rússia               | Diana Klimova (Cogeas-Mettler-Look Pro Cycling Team)   | Elizaveta Oshurkova                                |                     |
| Suécia               | Nathalie Eklund                                        | Lisa Nordén                                        |                     |
| Suíça                | Elise Chabbey (Bigla-Katusha)                          | Marlen Reusser (Bigla-Katusha)                     |                     |
| Sérvia               | Ivana Vilim                                            |                                                    |                     |
| Taiwan               | Huang Ting-ying                                        | Huang Ting-ying                                    |                     |
| Ucrânia              | Anna Nahirna (Lviv Cycling Team)                       | Olga Shekel (Astana Women's Team)                  |                     |
| Uzbequistão          | Yanina Kuskova                                         | Yanina Kuskova                                     |                     |
| Venezuela            | Ingrid Porras                                          |                                                    |                     |
| África do Sul        | Ashleigh Moolman Pasio (CCC-Liv)                       | Ashleigh Moolman Pasio (CCC-Liv)                   |                     |
| Áustria              | Kathrin Schweinberger (Doltcini-Van Eyck-Proximus)     | Anna Kiesenhofer                                   |                     |

### Menos de 23 anos homens
São esperanças os corredores nascidos após em 1 de janeiro de 1996. Não obstante certas federações não admitem certos corredores esperanças nesta categoria em funções do status da sua equipa.
| País                 | Corrida em linha                            | Contrarrelógio                              |
| -------------------- | ------------------------------------------- | ------------------------------------------- |
| África do Sul        | Louis Visser                                | Byron Munton (GSport-Velofutur)             |
| Albânia              |                                             |                                             |
| Argélia              |                                             |                                             |
| Alemanha             |                                             |                                             |
| Angola               |                                             |                                             |
| Argentina            |                                             |                                             |
| Austrália            | Jarrad Drizners (Hagens Berman Axeon)       | Luke Plapp                                  |
| Áustria              |                                             |                                             |
| Bélgica              |                                             |                                             |
| Belize               |                                             |                                             |
| Bermudas             |                                             |                                             |
| Bielorrússia         |                                             |                                             |
| Brasil               |                                             |                                             |
| Burkina Faso         |                                             |                                             |
| Canadá               |                                             |                                             |
| Chile                |                                             |                                             |
| Colômbia             | Daniel Arroyave                             | Adrián Bustamante                           |
| Costa Rica           |                                             |                                             |
| Croácia              |                                             |                                             |
| Cuba                 |                                             |                                             |
| Dinamarca            |                                             |                                             |
| Equador              |                                             |                                             |
| Eritreia             |                                             |                                             |
| Espanha              |                                             |                                             |
| Estónia              |                                             |                                             |
| Estados Unidos       |                                             |                                             |
| Finlândia            |                                             |                                             |
| França               |                                             |                                             |
| Reino Unido          |                                             |                                             |
| Guatemala            |                                             |                                             |
| Honduras             |                                             |                                             |
| Hong Kong            |                                             |                                             |
| Hungria              |                                             |                                             |
| Índia                |                                             |                                             |
| Irão                 |                                             |                                             |
| Irlanda              |                                             |                                             |
| Israel               |                                             |                                             |
| Itália               |                                             |                                             |
| Japão                |                                             |                                             |
| Kosovo               |                                             |                                             |
| Letónia              |                                             |                                             |
| Lituânia             |                                             |                                             |
| Luxemburgo           |                                             |                                             |
| Malásia              |                                             |                                             |
| Marrocos             |                                             |                                             |
| México               |                                             |                                             |
| Moldávia             |                                             |                                             |
| Mongólia             |                                             |                                             |
| Namíbia              | Não comunicado                              | Dieter Koen                                 |
| Nicarágua            |                                             |                                             |
| Nova Zelândia        | Finn Fisher-Black (Jumbo-Visma Development) | Finn Fisher-Black (Jumbo-Visma Development) |
| Panamá               |                                             |                                             |
| Paraguai             |                                             |                                             |
| Países Baixos        |                                             |                                             |
| Peru                 |                                             |                                             |
| Filipinas            |                                             |                                             |
| Polónia              |                                             |                                             |
| Porto Rico           |                                             |                                             |
| Portugal             |                                             |                                             |
| República Dominicana |                                             |                                             |
| Tchéquia             |                                             |                                             |
| Romênia              |                                             |                                             |
| Ruanda               |                                             |                                             |
| El Salvador          |                                             |                                             |
| Singapura            |                                             |                                             |
| Eslováquia           |                                             |                                             |
| Eslovénia            |                                             |                                             |
| Suécia               |                                             |                                             |
| Suíça                |                                             | Alexandre Balmer                            |
| Taiwan               |                                             |                                             |
| Trinidad e Tobago    |                                             |                                             |
| Turquia              |                                             |                                             |
| Ucrânia              |                                             |                                             |
| Uruguai              |                                             |                                             |
| Venezuela            |                                             |                                             |